# Coupe d'Irlande féminine de football 2024
Navigation
Édition précédente Édition suivante
La Coupe d'Irlande féminine de 2024 est la 36e édition de la Coupe d'Irlande féminine de football. Cette compétition est organisée par la Fédération d'Irlande de football. Le Athlone Town Ladies est le tenant du titre avec sa victoire en 2023.

## Organisation de la compétition
Quatre tours avec des matchs à élimination directe sont organisés pour déterminer le vainqueur de la compétition.
Quinze équipes s'opposent en match à élimination directe jusqu'à la finale. Le vainqueur de 2023, Athlone Town, est directement qualifiée pour les quarts de finale.
Quatre équipes amateures sont invitées : Terenure Rangers, Whitehall Rangers, Ferns United et Douglas Hall.

## Premier tour
Le premier tour se déroule les 3 et 4 août 2024. Le tirage au sort a lieu le 6 juin 2024.
| Club recevant          | Score             | Club visiteur     |
| ---------------------- | ----------------- | ----------------- |
| DLR Waves              | 4-0               | Whitehall Rangers |
| Galway United          | 1-3               | Shelbourne Ladies |
| Treaty United          | 9-0               | Ferns United      |
| Bohemian Women         | 2-1               | Peamount United   |
| Cork City WFC          | 9-0               | Douglas Hall FC   |
| Shamrock Rovers Ladies | 1-1 (6-5)t. a. b. | Wexford WFC       |
| Sligo Rovers Women     | 5-0               | Terenure Rangers  |

Le tirage au sort du premier tour apporte son lot de surprise. Les deux premières du championnat Galway et Shelbourne se rencontrent. Un derby de Cork est aussi à l'affiche avec les professionnelles de Cork City contre les amateures de Douglas Hall.
Athlone Town Ladies est exempte de ce tour.

## Quarts de finale
| Quart de finale 1  | Cork City WFC                                   | 2-1 a. p.       | Bohemian Women    | Turners Cross             |                           |
| 24 août 2024 17:00 | Orlaith O'Mahony 105e · Barrett Eidson ( 120+1e | (0-0, 2-1, 1-0) | Katie Malone 107e | Arbitrage : Eoghan O'Shea | Arbitrage : Eoghan O'Shea |

| Quart de finale 2  | Shamrock Rovers Ladies | 0 - 1           | Shelbourne Ladies      | Tallaght Stadium                           |                                            |
| 26 août 2024 19:45 |                        | (0-0, 0-0, 0-0) | Megan Smyth-Lynch 121e | Spectateurs : 350 Arbitrage : Oliver Moran | Spectateurs : 350 Arbitrage : Oliver Moran |

| Quart de finale 3  | DLR Waves        | 1-3   | Sligo Rovers Women                                          | The UCD Bowl              |                           |
| 24 août 2024 15:00 | Robyn Bolger 36e | (1-2) | Anna McDaniel 19e · Kelsey Munroe ( 35e · Paula McGrory 63e | Arbitrage : Daryl Carolan | Arbitrage : Daryl Carolan |

| Quart de finale 4  | Treaty United            | 1-2   | Athlone Town Ladies                         | Markets Field          |                        |
| 24 août 2024 17:00 | Kellie Brennan 46e (csc) | (0-1) | Brenda Ebika Tabe 17e · Kerryanne Brown 72e | Arbitrage : John Walsh | Arbitrage : John Walsh |

## Demi-finales
| Demi-finale 1           | Shelbourne Ladies                                                                                          | 5 - 0 | Cork City WFC | Tolka Park                                  |                                             |
| 21 septembre 2024 14:00 | Kate Mooney 35e · Noelle Murray 37e (pen.) · Noelle Murray 46e · Christie Gray 68e · Megan Smyth-Lynch 90e | (2-0) |               | Spectateurs : 317 Arbitrage : Daryl Carolan | Spectateurs : 317 Arbitrage : Daryl Carolan |

| Demi-finale 2           | Sligo Rovers Women | 0 - 1 | Athlone Town Ladies | The Showgrounds                             |                                             |
| 22 septembre 2024 15:00 |                    | (0-1) | Shauna Brennan 32e  | Spectateurs : 541 Arbitrage : Alan Patchell | Spectateurs : 541 Arbitrage : Alan Patchell |

## Finale
Pour la troisième fois consécutive, la finale de la coupe oppose le Shelbourne Ladies et l'Athlone Town Ladies. Shelbourne l'a emporté en 2022 tandis qu'Athlone est sorti vainqueur de la finale 2023.
La rencontre oppose également les deux premières équipes du championnat d'Irlande féminin qui vient de se terminer. Athlone Town Ladies tente donc de faire le doublé coupe-championnat.
| Finale                | Athlone Town Ladies     | 1 - 6 | Shelbourne Ladies                                                                         | Tallaght Stadium |  |
| 13 octobre 2024 15:00 | Brenda Ebika Tabe 45+1e | (1-6) | Kate Mooney 7e 39e · Noelle Murray 15e (pen.) 42e · Jessica Gargan 30e · Leah F Doyle 45e |                  |  |